# Provinzmuseum Hubei
Das Provinzmuseum Hubei (chinesisch 湖北省博物館 / 湖北省博物馆, Pinyin Húběishěng Bówùguăn) befindet sich in der Provinzhauptstadt Wuhan und gehört zu den sogenannten acht imposanten Museen Chinas außerhalb von Peking. In Hubei dient das Museum nicht nur als die Zentralstätte für Sammlung, Forschung und Ausstellung, sondern auch als das provinzielle Institut der Kulturerbe und Archäologie.

## Werdegang
Das Museum hat keinen Ursprung vor der Volksrepublik.

## Ausstellungen
- Kultur des Staats Chu; diese Ausstellung gilt als Höhenpunkt des Museums und entsteht einzigartig in der sogenannten Chu-Kultur-Galerie in einem Flügel des Museumsbaus
- Yunxian-Mensch
- Qujialing-Kultur
- Panlongcheng
- Grab des Markgrafen Yi von Zeng
- Jiuliandun
- Geschichte in Schriften
- Lackkunst der Qin- und Han-Dynastie
- Grab des Prinzen Zhuang von Liang
- Keramik
- Persönlichkeiten des letzten Jahrhunderts